# Ron Watts
Ron Watts (Washington, 21 de maio de 1943 – Rockville, 2 de novembro de 2022) foi um ex-jogador de basquete norte-americano que foi campeão da Temporada da NBA de 1965-66 jogando pelo Boston Celtics.